# Insurgencia Deir ez-Zor (2019)
La insurgencia de Deir ez-Zor (2019) es una insurgencia armada librada por guerrilleros contra el Régimen dictatorial de Bashar al-Ásad en partes de la provincia de Deir ez-Zor en manos del gobierno.

## Fuerzas rebeldes
El 28 de marzo de 2019, Hayat Tahrir al-Sham se responsabilizó de un ataque contra las fuerzas progubernamentales pertenecientes a la 4ª brigada en la Gobernación de Deir ez-Zor que, según informes, dejó muertos a varios combatientes pro gubernamentales. Esto también marcó la primera vez desde 2014 que al-Nusra ha tenido presencia en el área. Dos días después, se estableció un grupo insurgente alineado con el Ejército Libre Sirio llamado "Los Revolucionarios en la tierra de Deir Ez-Zor". El grupo anunció su creación en Twitter y también emitió un comunicado, alegando haber matado a 9 fuerzas progubernamentales y haber herido a otras 5 en los vecindarios de Hawiqa y Harabesh en la ciudad de Deir ez-Zor.
El 12 de abril, los revolucionarios en la tierra de Deir ez-Zor afirmaron haber matado a un coronel del ejército sirio llamado Ali Samir al-Jeeb en la carretera Deir ez-Zor-Damasco. Tres días después, también afirmaron haber matado a un general de brigada, un comandante y un teniente primero del ejército sirio, además de haber herido a docenas de personas más.

## Enlace
- Esta obra contiene una traducción  derivada de «Deir ez-Zor insurgency (2019)» de Wikipedia en inglés, publicada por sus editores bajo la Licencia de documentación libre de GNU y la Licencia Creative Commons Atribución-CompartirIgual 4.0 Internacional.